# Hans Ronge
Hans Ronge, född 24 september 1919 i Fjällsjö församling, död 18 juli 1971 i Askims församling, var en svensk läkare och professor.
Ronge disputerade 1948. Han var 1958-1965 professor i hygien vid Lunds universitet och var därefter professor vid Göteborgs universitet.